# За закрытыми дверями (фильм, 1948)
«За закрытыми дверями» (англ. Behind Locked Doors) — фильм нуар режиссёра Бадда Беттикера, который вышел на экраны в 1948 году.
Фильм рассказывает о начинающем частном детективе (Ричард Карлсон), который вместе с молодой журналисткой (Люсиль Бремер) ведёт поиски скрывающегося от правосудия коррумпированного судьи. Предполагая, что судья скрывается в частной психиатрической лечебнице, детектив устраивается туда в качестве пациента, сталкиваясь с царящими там жестокими порядками.
Наряду с такими картинами, как «Шок» (1946), «Одержимая» (1947), «Высокая стена» (1947) и «Свидетель убийства» (1954) картина относится к числу фильмов нуар на медицинскую тему, в которых важная роль отведена содержанию персонажей в психиатрических лечебницах.
Дав фильму в целом неоднозначную оценку, кинокритики отметили мастерство будущего успешного режиссёра Бадда Беттикера, которому на очень скромном бюджете при неубедительном сценарии удалось создать живой и напряжённый фильм, чему способствовала достаточно интересная операторская работа и неплохая актёрская игра.
Как отмечает историк кино Ханс Воллстейн, после того, как фильм попал в общественный доступ, он был переиздан одной из компаний под названием «Человеческая горилла» в надежде привлечь фанатов культового кино благодаря присутствию в нём иконы «плохого кино» Тора Джонсона.

## Сюжет
Привлекательная журналистка «Сан-Франциско Трибьюн» Кэти Лоренс (Люсиль Бремер) ведёт поиск скрывшегося от правосудия коррумпированного бывшего судьи Финли Дрейка (Герберт Хейс), за поимку которого обещана награда в 10 тысяч долларов. Проследив за подружкой Дрейка по имени Мэдж Беннетт (Гвен Донован), журналистка выясняет, что та часто посещает частный психиатрический санаторий «Ла Сиеста». Кэти подозревает, что судья скрывается именно там, однако ей необходимо получить подтверждение её предположений. В этой связи Кэти обращается за помощью к начинающему частному детективу Россу Стюарту (Ричард Карлсон), предлагая ему разделить пополам обещанное вознаграждение, если тот под видом пациента проникнет в санаторий и найдёт там судью. Первоначально Росс отказывается от её предложения, но после того, как самостоятельно проверяет утверждения Кэти в отношении Мэдж, соглашается принять участие в этом деле.
Под видом страдающего от маниакальной депрессии Гарри Хортона, Росс в сопровождении Кэти, которая выдаёт себя за его жену, приходит на приём к психиатру штата, доктору Беллу (Джон Холланд), который выдаёт ему направление в санаторий «Ла Сиеста». В санатории пару принимает его директор, доктор Клиффорд Портер (Томас Браун Хенри), определяя Росса в трёхместную палату с двумя другими пациентами. Один из них по имени Квист неожиданно и страшно кричит по ночам, а второй — Пёрвис (Тревор Бардетт) — оказывается фактически здоровым человеком, который не может вырваться из санатория из-за противодействия со стороны родственников и врачей, которые заинтересованы, чтобы он оставался там. Росс также знакомится с двумя санитарами, работающими в этом заведении — жестоким садистом Ларсоном (Дуглас Фоули), который жестоко мучает и избивает пациентов за малейшую провинность, а также Фредом Хоппсом (Ральф Харолд), добрым и сочувствующим пациентам человеком, который боится поднять голос против царящих в лечебнице порядков. Вскоре Росс выясняет, что на втором этаже клиники находится запертая зона, в которую имеет доступ только сотрудники больницы. Хотя Россу объясняют, что там содержатся особо опасные пациенты, он подозревает, что именно там может скрываться судья Дрейк. При попытке Росса приблизиться к запертой двери Ларсон резко останавливает его. Между тем, догадка Росса верна, и за запертыми дверями в специально оборудованной палате действительно скрывается судья Дрейк, которого доктор Портер незаконно разместил там за крупное вознаграждение. Во время очередного визита в лечебницу Кэти тайно передаёт Россу фотографию Дрейка, чтобы тот при встрече мог опознать судью. В одной из зарешеченных камер на втором этаже содержится также опасный пациент, бывший профессиональный борец по прозвищу Чемп (Тор Джонсон), который жестко избивает любого, с кем сталкивается. Когда Пёрвис в очередной раз бурно выражает недовольство больничными порядками, Ларсон оттаскивает его на растерзание к Чемпу, откуда Пёрвиса возвращают в полуживом состоянии. Росс использует этот случай, чтобы убедить Хоппса защитить пациентов от насилия.
Однажды, когда Росс замечает, как Мэдж провожают в запертую зону, он даёт пациенту-пироману Топперу (Морган Фарли) спички, и тот устраивает на втором этаже поджог. Воспользовавшись возникшей неразберихой, Росс с огнетушителем проникает в запертую зону, где сталкивается с судьёй Дрейком. Перепуганный доктор Портер думает, что Дрейк мог сам случайно устроить пожар и требует от него больше денег. Однако Дрейку кажется подозрительным поведение Росса, и он требует от Портера и Ларсона тщательно обыскать его вещи. Когда Ларсон находит спрятанную у Росса фотографию судьи, Дрейк заключает, что Росс либо полицейский, либо репортёр. Судья приказывает избавиться от Росса, и тогда Ларсон рекомендует бросить его в камеру Чемпа. Одновременно Дрейк требует, чтобы Портер не дал возможности Россу встретиться с женой, подозревая, что она выступает в качестве связной. К этому моменту Кэти уже полюбила Росса, и его судьба стала волновать её больше, чем поимка Дрейка. Однако при очередном посещении Портер сообщает ей, что Росс серьёзно пострадал от одного из пациентов, и встречи с ним временно невозможны. Тем временем Ларсон приглашает Росса в запертое помещение якобы для уборки, на самом деле заталкивая его в одну из камер, где Дрейк и Портер пытаются заставить Росса рассказать, каковы его намерения и что ему известно. В ответ на их требования Росс заявляет, что если они его немедленно не отпустят, то жена обо всём сообщит властям. Дрейк поручает Ларсону бросить Росса на растерзание в камеру к Чемпу, который избивает детектива до тех пор, пока тот не падает на пол и не прекращает сопротивление. Хоппс, который видел жесткое избиение Росса, вызывает по телефону службу шерифа.
Тем временем Кэти приходит на приём к психиатру штата, прося его добиться немедленного освобождения Росса из санатория, однако тот отказывается помочь без серьёзных формальных оснований. Тогда Кэти берёт пистолет и прячется в машине Мэдж перед тем, как та выезжает в санаторий на очередную встречу с Дрейком. По дороге, угрожая ей оружием, Кэти заставляет Мэдж снять меховую шубу и шляпу, затем связывает её и бросает в машине. Переодевшись в меха и шляпу Мэдж, Кэти проходит мимо охраны в санаторий и поднимается в комнату Дрейка, где наставляет на него пистолет, требуя немедленно привести Росса. Когда Ларсон приводит Росса в комнату Дрейка, детектив забирает у Кэти пистолет и выводит судью и санитара в гостиную, чтобы передать в руки полиции. В тот момент, когда Ларсон отпирает дверь, на него набрасывается вырвавшийся из своей камеры Чемп, который начинает его бить, а затем на руках выносит в коридор и бросает с лестницы. В этот момент появившийся Портер выхватывает пистолет и несколькими выстрелами убивает Чемпа. Полиция арестовывает судью Дрейка, Портера и Ларсона. Прямо из лечебницы Кэти пытается связаться по телефону с редакцией, в этот момент Росс обнимает её и они целуются.

## В ролях
- Люсиль Бремер — Кэти Лоренс
- Ричард Карлсон — Росс Стюарт
- Дуглас Фоули — Ларсон
- Ральф Харолд — Фред Хоппс
- Томас Браун Хенри — доктор Клиффорд Портер
- Герберт Хейс — судья Финлей Дрейк
- Гвен Донован — Мэдж Беннетт
- Тор Джонсон — Чемп, пациент

## Создатели фильма и исполнители главных ролей
Фильм поставил режиссёр Оскар Беттикер, который после 1950 года сменил имя на Бадд Беттикер, под которым прославился как постановщик «многочисленных превосходных вестернов с Рэндольфом Скоттом в главной роли», среди них «Семеро должны умереть» (1956), «Большой страх» (1957), «Одинокий всадник Бьюкенен» (1958), «Одинокий всадник» (1959) и «Стоянка команчей» (1960). Как отметил историк кино Гленн Эриксон, «фильм Беттигера без Рэндольфа Скотта может показаться странным исключением, если не вспомнить о том, что режиссёр также поставил великолепный нуар „Убийца на свободе“ (1956) об обезумевшем грабителе банков, который, сбежав из тюремного лагеря, выходит на кровавую бойню».
Исполнитель главной мужской роли Ричард Карлсон сыграл главные или заметные роли в таких картинах, как хоррор-комедия «Охотники за привидениями» (1940) и приключенческая комедия «Задержите это привидение» (1941), драма «Лисички» (1941), фильмы нуар «Ночной полёт» (1942) и «Звук ярости» (1950), приключенческий боевик «Копи царя Соломона» (1950), романтическая мелодрама «Всё, чего я желаю» (1953), а также фильмы ужасов «Оно пришло из далёкого космоса» (1953) и «Тварь из Чёрной Лагуны» (1954).
Люсиль Бремер сыграла в таких успешных мюзиклах Metro-Goldwyn-Mayer, как «Встреть меня в Сент-Луисе» (1944), «Иоланда и вор» (1945) и «Безумства Зигфилда» (1946), однако после биографического мюзикла «Пока плывут облака» (1946) её карьера пошла на спад, и в 1947 году её отдали в аренду на скромную студию Eagle-Lion, где она сыграла в трёх своих последних фильмах, среди них фильм нуар «Безжалостный» (1948) и эта картина, ставшая её последней работой в кино. В 1948 году в возрасте 31 года актриса вышла замуж за сына бывшего президента Мексики и навсегда ушла из индустрии развлечений.
Как написал исследователь жанра нуар Майкл Кини, «фильм также обращает на себя внимание присутствием бывшего рестлера Тора Джонсона, который позднее сыграл сходные роли безмозглых громил у печально известного Эда Вуда-младшего в фильмах ужасов „Невеста монстра“ (1955) и „План 9 из открытого космоса“ (1959)».

## Оценка фильма критикой

### Общая оценка фильма
Критики разделились во мнениях при оценке этого фильма. Так, историк жанра нуар Алан Силвер назвал картину «предсказуемым низкобюджетным триллером», построенным вокруг сильных «моментов драматической напряжённости». Он отметил, что «фильм тщательно формирует атмосферу клаустрофобии и доносит параноидальные ощущения, обеспечивая фильму место в рамках жанра нуар». При этом фильму «не достаёт соответствующей стилистической мощи, и потому его нуаровая сущность проистекает главным образом из сюжетных положений в духе Вулрича и давящей повествовательной атмосферы извращений и галлюцинаций, столь типичной для многих некачественных фильмов нуар». Историк кино Деннис Шварц оценил картину как «быстрый низкобюджетный триллер категории В с надуманной идеей», который «даёт спорное представление о профессии психиатра». Шварц обратил внимание на «клаустрофобическую и подавляющую среду частной психиатрической больницы», благодаря чему «эта параноидальная история уходит в направлении фильма нуар», хотя она «чересчур прямолинейна» для картин этого жанра. Критик считает, что значимость фильма повышает «мрачный характер истории, который достигается показом извращённой природы сотрудников заведения, которые отвечают за беспомощных, что придаёт фильму страшноватое ощущение».
С другой стороны, киновед Майкл Кини отметил, что хотя «некоторые историки кино и искусствоведы невысоко оценивают этот фильм», на самом деле, «это увлекательный и достойно сыгранный маленький нуар». Киновед Ханс Воллстейн также полагает, что это «приличный маленький фильм, который хорошо поставлен Беттикером с хорошим составом голливудских профессионалов». При этом, по его мнению, ошибочно называть эту картину фильмом нуар, так как это «прямолинейная криминальная драма», даже несмотря «на мрачную операторскую работу Гая Роу» и «показ сложностей вокруг психиатрической больницы». Историк кино Гленн Эриксон назвал фильм «небольшим, но доставляющим удовлетворение триллером», который по сравнению с более поздним нуаром Беттигера «Убийца на свободе» имеет вид «классического нуара, потому что именно так студия Eagle-Lion снимала практически всё в 1948 году». Как полагает Эриксон, фильм использует характерное для нуара «общее тёмное освещение, однако даёт ощущение нуарового духа лишь эпизодически. Тем не менее, это хорошая маленькая напряжённая картина Eagle-Lion, которая компенсирует своим энтузиазмом отсутствие оригинальности». Эриксон также обращает внимание на некоторые сходства этой картины с фильмом ужасов Вэла Льютона «Бедлам» (1946), психологическим триллером «Меня зовут Джулия Росс» (1945), а также с более поздней драмой Сэмюэла Фуллера «Шоковый коридор» (1963), действие которой также происходит в психиатрической больнице.

### Оценка работы режиссёра и творческой группы
Гленн Эриксон отмечает, что «история, положенная в основу фильма, до того уже была порядком изношена в десятках дешёвых романов и радиошоу. Позднее Сэмюэл Фуллер использовал тот же сюжетный каркас в своём фильме „Шоковый коридор“, добавив в него собственную тему политической истерии. Однако данный фильм не проявляет никакого интереса к общественной проблематике, вместо этого нагнетая напряжение путём изоляции главного героя в необычной эксцентричной ловушке». Далее критик пишет, что «Беттикер справляется с малым бюджетом, следуя за субъективным видением Росса и задавая событиям энергичный темп — фильм заканчивается через краткие 62 минуты». При этом санаторий «представлен лишь несколькими декорациями, однако экспрессивные тени оператора Гая Роу поддерживают необходимую таинственную атмосферу. Визуальная сторона картины, может быть, и уступает по классу (знаменитому оператору) Джону Олтону, но, тем не менее, она достаточно хороша».
Как полагает Шварц, «помимо качественной режиссёрской работы в этой мелодраме практически нечего порекомендовать. Меньший по масштабу режиссёр, чем Беттикер, попался бы в ловушку всего этого абсурда сумасшедшего дома, и никогда бы не достиг столь достойного результата». И всё же, в фильме «нет каких-либо интересных психологических портретов, история ни в один из моментов не кажется убедительной, а попытки использовать затемнённую съёмку для создания напряжённости не дали нужного результата, так как зритель недостаточно знает главных героев, а злодеи вообще выглядят картонными персонажами».
Майкл Кини отмечает, что «хотя психиатрическая лечебница „Ля Сиеста“ — это не то место, куда вы поместили бы своего сумасшедшего дядю, в ней есть и свои хорошие моменты: он не переполнен (возможно, по причине мизерного бюджета Беттикера), и там есть заботливый санитар (Ральф Харольд), у которого, кажется, особые отношения с молодым пациентом (Дикки Мур), которого он называет „мой мальчик“» .

### Оценка актёрской игры
По мнению Эриксона, «все актёры Беттигера играют выше среднего. Ричард Карлсон предстаёт энергичным детективом, несмотря на порой слабый актёрский текст в сценарии Юджина Линга и Марвина Уолда. Люсиль Бремер неоднозначна в роли дамы, которая появляется для того, чтобы уговорить Росса пойти в это опасное место. Дуглас Фоули, как обычно, отлично играет плохого парня, а продажный медик в исполнении Томаса Брауна Генри почти вызывает сочувствие».
Ханс Воллстейн также выделяет Карлсона в роли частного сыщика, который вопреки стереотипу не предстаёт «разочарованным циником», а также Люсиль Бремер, «которая внешне похожа на Бетт Дейвис, в роли леди, которая что-то скрывает». Среди отрицательных персонажей Майкл Кини выделяет «санитара-садиста в исполнении Дугласа Фоули и похожего на зомби бойца Тора Джонсона, которого Фоули использует, чтобы наказывать слишком умных обитателей вроде Карлсона». Эриксон добавляет, что «особое наслаждение поклонникам жанра культового „плохого кино“, вероятно, доставит появление в фильме бывшего рестлера Тора Джонсона в роли безмозглого жестокого громилы Чемпа. Мы естественно с нетерпением ждём того момента, когда садист Ларсон в исполнении Фоули бросит Росса в камеру Чемпа, чтобы того там „случайно“ убил громадный Джонсон».